# Kähler-Mannigfaltigkeit
In der Mathematik bezeichnet man mit Kähler-Mannigfaltigkeit (nach Erich Kähler) eine glatte Mannigfaltigkeit zusammen mit einer komplexen Struktur und einer riemannschen Metrik (im Sinne einer riemannschen Mannigfaltigkeit), die miteinander verträglich sind.
Der Begriff der Kähler-Mannigfaltigkeit findet Anwendung in der Darstellungstheorie von Lie-Gruppen und ist ein zentraler Begriff der geometrischen Quantisierung. Ein auch in der Stringtheorie wichtiges Beispiel für Kähler-Mannigfaltigkeiten sind Calabi-Yau-Mannigfaltigkeiten.

## Definitionen

### Symplektische Sichtweise
Eine Kähler-Mannigfaltigkeit ist eine symplektische Mannigfaltigkeit {\displaystyle (X,\omega )} ausgestattet mit einer integrierbaren fast komplexen Struktur {\displaystyle J}, welche mit der symplektischen Form {\displaystyle \omega } kompatibel ist, was bedeutet, dass die bilineare Form
{\displaystyle g(u,v)=\omega (u,Jv)}
auf dem Tangentialraum von {\displaystyle X} an jedem Punkt symmetrisch und positiv definit ist.

### Komplexe Sichtweise
Eine Kähler-Mannigfaltigkeit ist eine komplexe Mannigfaltigkeit {\displaystyle X} mit einer hermitischen Metrik {\displaystyle h}, deren zugehörige 2-Form {\displaystyle \omega } geschlossen ist. Genauer gesagt, gibt {\displaystyle h} eine positive bestimmte hermitische Form auf dem Tangentialraum {\displaystyle TX} an jedem Punkt von {\displaystyle X} und die 2-Form {\displaystyle \omega } ist definiert durch
{\displaystyle \omega (u,v)=\operatorname {Re} h(iu,v)=\operatorname {Im} h(u,v)}
für Tangentialvektoren {\displaystyle u} und {\displaystyle v}. Eine Kähler-Mannigfaltigkeit kann auch als Riemannsche Mannigfaltigkeit mit der Riemannschen Metrik {\displaystyle g} angesehen werden definiert durch
{\displaystyle g(u,v)=\operatorname {Re} h(u,v).}

### Riemannsche Sichtweise
Sei {\displaystyle M} eine glatte Mannigfaltigkeit, {\displaystyle J\colon TM\to TM} eine komplexe Struktur, das heißt eine glatte Abbildung {\displaystyle J\colon TM\to TM} mit {\displaystyle J^{2}=-Id} und {\displaystyle g\colon {\mathcal {V}}(M)\times {\mathcal {V}}(M)\to C^{\infty }(M;\mathbb {R} )} eine riemannsche Metrik, wobei {\displaystyle {\mathcal {V}}(M)} den Raum der glatten Vektorfelder auf {\displaystyle M} bezeichnet. Das Tripel {\displaystyle (M,J,g)} heißt Kähler-Mannigfaltigkeit, wenn
- {\displaystyle g(JX,JY)=g(X,Y)}

für alle Vektorfelder {\displaystyle X,Y\in {\mathcal {V}}(M)} gilt und
- {\displaystyle \omega (X,Y):=g(JX,Y)} eine symplektische Form

ist.
Die 2-Form {\displaystyle \omega } heißt dann die Kähler-Form von {\displaystyle M} und {\displaystyle g} die Kähler-Metrik.
Falls der Ricci-Tensor proportional zur riemannschen Metrik ist, so spricht man auch von einer Kähler-Einstein- (oder Einstein-Kähler)-Mannigfaltigkeit. Für weitere Details vgl. den Artikel einsteinsche Mannigfaltigkeit.

## Hodge-Theorie für Kähler-Mannigfaltigkeiten
Auf einer Riemannschen Mannigfaltigkeit der Dimension {\displaystyle N}, ist der Verallgemeinerte Laplace-Operator auf glatten {\displaystyle r}-Formen als {\displaystyle \Delta _{d}:=dd^{*}+d^{*}d} definiert, wobei {\displaystyle d} die äußere Ableitung und {\displaystyle d^{*}:=-(-1)^{Nr}\star d\star } ist und {\displaystyle \star } den Hodge-Stern-Operator bezeichnet. Für eine hermitesche Mannigfaltigkeit {\displaystyle X} werden {\displaystyle d} und {\displaystyle d^{*}} zerlegt als
{\displaystyle d=\partial +{\bar {\partial }},\quad d^{*}=\partial ^{*}+{\bar {\partial }}^{*},}
und es werden zwei weitere Laplace-Operatoren definiert:
{\displaystyle \Delta _{\bar {\partial }}:={\bar {\partial }}{\bar {\partial }}^{*}+{\bar {\partial }}^{*}{\bar {\partial }},\quad \Delta _{\partial }:=\partial \partial ^{*}+\partial ^{*}\partial .}
Wenn {\displaystyle X} Kähler-Struktur besitzt, dann sind diese verallgemeinerten Laplace-Operatoren bis auf eine Konstante identisch:
{\displaystyle \Delta _{d}=2\Delta _{\bar {\partial }}=2\Delta _{\partial }.}
Daraus folgt, dass auf einer Kähler-Mannigfaltigkeit {\displaystyle X} die Gleichheit
{\displaystyle {\mathcal {H}}^{r}(X)=\bigoplus _{p+q=r}{\mathcal {H}}^{p,q}(X)}
gilt, wobei {\displaystyle {\mathcal {H}}^{r}} der Raum harmonischer {\displaystyle r}-Formen auf {\displaystyle X} (Formen {\displaystyle \alpha } mit {\displaystyle \Delta \alpha =0}) und {\displaystyle {\mathcal {H}}^{p,q}} der Raum harmonischer {\displaystyle (p,q)}-Formen ist. Das heißt also, dass eine Differentialform {\displaystyle \alpha } harmonisch ist, wenn alle ihre {\displaystyle (p,q)}-Komponenten harmonisch sind.
Für eine kompakte Kähler-Mannigfaltigkeit {\displaystyle X}, gibt die Hodge-Theorie eine Interpretation der obigen Zerlegung, welche nicht von der Wahl der Kähler-Metrik abhängt. Nämlich teilt sich die Kohomologie {\displaystyle H^{r}(X,\mathbb {C} )} von {\displaystyle X} mit komplexen Koeffizienten als direkte Summe von gewissen kohärenten Garbenkohomologiegruppen:
{\displaystyle H^{r}(X,\mathbf {C} )\cong \bigoplus _{p+q=r}H^{q}(X,\Omega ^{p})}.
Die Gruppe auf der linken Seite ist nur von {\displaystyle X} als topologischer Raum abhängig, während die Gruppen auf der rechten Seiten von {\displaystyle X} als eine komplexe Mannigfaltigkeit abhängen. Also verbindet der Hodge-Zerlegungs-Satz Topologie und komplexe Geometrie für kompakte Kähler-Mannigfaltigkeiten.

## Beispiele
1. Der komplexe Raum {\displaystyle \mathbb {C} ^{n}}.
2. Ein kompakt komplexer Torus {\displaystyle \mathbb {C} \setminus \Lambda }.
3. Jede Riemannsche Metrik auf einer orientierten 2-Mannigfaltigkeit.
4. Der komplexe projektive Raum {\displaystyle \mathbb {C} P^{n}} und projektive Varietäten {\displaystyle X\subset \mathbb {C} ^{n}}.
5. Die induzierte Metrik auf einer komplexen Untermannigfaltigkeit einer Kähler-Mannigfaltigkeit ist Kähler. Jede Steinsche Mannigfaltigkeit oder glatte projektive algebraische Varietät ist Kähler.
6. Hermitesche symmetrische Räume.
7. Jede K3-Fläche ist Kähler.
8. Bahnen der koadjungierten Darstellung halb-einfacher Lie-Gruppen.